# Реутовская улица
Ре́утовская улица — улица, расположенная в Восточном административном округе города Москвы на территории района Вешняки.

## История
Название дано 25 ноября 1970 г. по городу Реутов, расположенному недалеко от Вешняков.

## Расположение
Реутовская улица имеет форму полуокружности. Начинается улица на перекрёстке с Кетчерской улицей, далее идет с севера на юг и делает поворот на запад — к Вешняковской улице. После пересечения Вешняковской Реутовская улица переходит в аллею Жемчуговой.
Реутовская улица имеет пересечения с Кетчерской, Старый Гай, Вешняковской улицами.

## Здания и сооружения
Всего по Реутовской улице зарегистрировано 63 дома.
По нечётной стороне:
- Перовское кладбище
- Гаражные комплексы (между Реутовской улицей и МКАД)

По чётной стороне:

В основном на чётной стороне сосредоточены многоэтажные жилые дома.
- Дом 4 — девятиэтажный панельный жилой дом серии I-515-9М. Один из длинных домов района Вешняки. Построен в 1971 году.

## Инфраструктура и предприятия
- Школы — 3 учреждения: № 892, № 404 и № 10 (спец-школа).
- Детские сады — 3 учреждения: № 1527, № 1528, № 876 (комбинированного вида).
- Почта — Реутовская, 10.
- Диспетчерская служба (ОДС-21) района Вешняки — Реутовская, 4.

## Транспорт
По улице проходят автобусы 208, 285, 409, 706.
Ближайшие станции метро:
- Новогиреево (от перекрёстка Кетчерской и Реутовской улиц до восточного вестибюля — 1,25 км).
- Новокосино (от перекрёстка Кетчерской и Реутовской улиц до западного вестибюля — 1,9 км).
- Выхино (от перекрёстка Вешняковской улицы, аллеи Жемчуговой и Реутовской улиц до западного вестибюля — 2,28 км).

Ближайшие железнодорожные станции:
- Новогиреево (от перекрёстка Кетчерской и Реутовской улиц до ближайшего входа — 890 м).
- Выхино (от перекрёстка Вешняковской улицы, аллеи Жемчуговой и Реутовской улиц до ближайшего вестибюля — 2,22 км).